# Michel Coroller
Michel Coroller (né le 10 mai 1949 à Bayeux) est un coureur cycliste français.

## Palmarès
- Amateur
  - 1971-1972 : 67 victoires
- 1972
  - Grand Prix de Saint-Hilaire-du-Harcouët
  - Tour d'Eure-et-Loir
  - 3e étape du Tour de l'Avenir
  - 2e et 4e étapes du Tour Nivernais Morvan
  - Grand Prix Michel-Lair
  - Prix Albert-Gagnet
  - 2e de Gournay-Eu
  - 3e du Circuit des Remparts
- 1974
  - 4e du Grand Prix du Midi libre

## Résultat sur le Tour de France
1 participation
- 1974 : 95e